# Expedição Antártica Japonesa

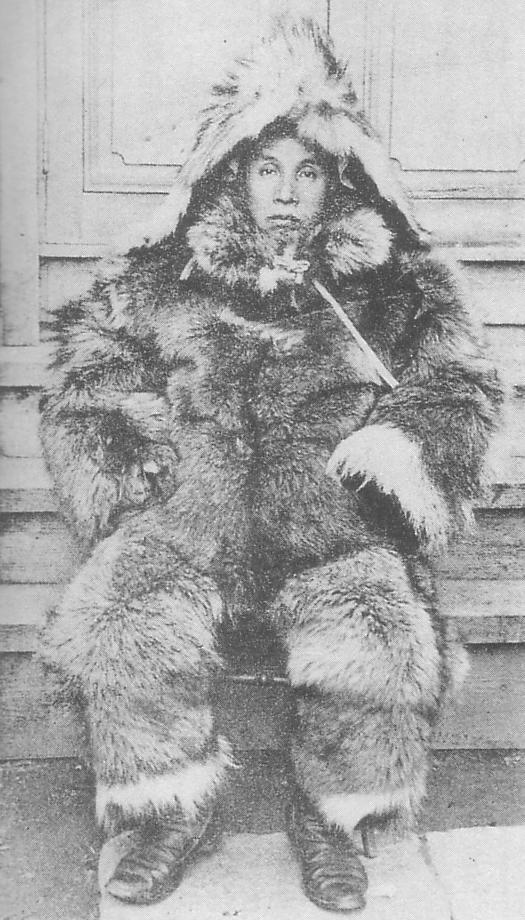
Tenente Nobu Shirase, líder da expedição

A Expedição Antártica Japonesa (1910-1912) foi a primeira exploração da Antárctica efectuada pelo Japão, liderada pelo tenente Nobu Shirase. O seu navio, Kainan Maru largou de Tóquio em Dezembro de 1910; chegou à região polar em 26 de Fevereiro de 1911 e navegou para o Mar de Ross. Como já era tarde na estação antárctica, o navio não foi além da Ilha Coulman e regressou a Sydney, na Austrália, para lá ficar no Inverno.
Durante a estação seguinte, foi efectuada uma segunda tentativa para atingir a Antártida, com o objectivo específico de explorar a Terra do Rei Eduardo VII. Na Grande Barreira de gelo, o Kainan Maru encontrou o Fram de Roald Amundsen, que aguardava na Baía das Baleias pelo regresso do grupo de Amundsen do Polo Sul. Uma patrulha de sete homens do Kainan Maru desembarcaram na barreira e caminharam para sul atá à latitude de 80°05'S, na qual, devido a condições atmosféricas adversas, tiveram que regressar. Entretanto, o navio desembarcou na costa da terra do Rei Eduardo VII, onde estava uma exploração das encostas do Cordilheira Rainha Alexandra. O Kainan Maru regressou ao Japão, chegando a Yokohama a 20 de Junho de 1912.